# Sarıyer Belediyesi Spor Kulübü 2015-2016
Questa voce raccoglie le informazioni riguardanti il Sarıyer Belediyesi Spor Kulübü nelle competizioni ufficiali della stagione 2015-2016.

## Organigramma societario
Area direttiva
- Presidente: Ayşe Semra Kartal

Area tecnica
- Allenatore: Gökhan Edman
- Secondo allenatore: Armando Cosentino
- Assistente allenatore: Fikret Ceylan
- Scoutman: Fikret Ceylan

## Rosa
| N° | Nome                | Ruolo | Data di nascita  | Nazionalità sportiva |
| -- | ------------------- | ----- | ---------------- | -------------------- |
| 1  | Melike Yılmaz       | C     | 19 gennaio 1995  | Turchia              |
| 2  | Melis Durul         | S     | 21 gennaio 1993  | Turchia              |
| 5  | Arelya Karasoy      | P     | 14 dicembre 1996 | Turchia              |
| 6  | Özge Yurtdagülen    | C     | 6 agosto 1993    | Turchia              |
| 7  | Pelin Beydüz        | L     | 18 agosto 1996   | Turchia              |
| 8  | Funda Bilgi         | L     | 8 aprile 1983    | Turchia              |
| 10 | Regan Hood          | S     | 10 agosto 1983   | Stati Uniti          |
| 11 | Miniriye Vatansever | S     | 3 novembre 1985  | Turchia              |
| 14 | Seray Altay         | S     | 25 agosto 1987   | Turchia              |
| 15 | Yusidey Silié       | O     | 11 novembre 1984 | Cuba                 |
| 15 | Mira Topić          | S     | 2 giugno 1983    | Croazia              |
| 16 | Alexis Crimes       | C     | 12 giugno 1986   | Stati Uniti          |
| 17 | Nergis Özcan        | S     | 3 gennaio 1997   | Turchia              |
| 18 | Zülfiye Gündoğdu    | P     | 30 dicembre 1982 | Turchia              |

## Statistiche

### Statistiche di squadra
| Competizione     | Punti | In casa | In casa | In casa | In trasferta | In trasferta | In trasferta | Totale | Totale | Totale |
| Competizione     | Punti | G       | V       | P       | G            | V            | P            | G      | V      | P      |
| ---------------- | ----- | ------- | ------- | ------- | ------------ | ------------ | ------------ | ------ | ------ | ------ |
| Voleybol 1. Ligi | 29    | 11      | 6       | 5       | 11           | 5            | 6            | 28     | 13     | 15     |
| Totale           | -     | 11      | 6       | 5       | 11           | 5            | 6            | 28     | 13     | 15     |

G = partite giocate; V = partite vinte; P = partite perse

### Statistiche dei giocatori
| Giocatore      | Voleybol 1. Ligi | Voleybol 1. Ligi | Voleybol 1. Ligi | Voleybol 1. Ligi | Voleybol 1. Ligi | Totale | Totale | Totale | Totale | Totale |
| Giocatore      | P                | PT               | AV               | MV               | BV               | P      | PT     | AV     | MV     | BV     |
| -------------- | ---------------- | ---------------- | ---------------- | ---------------- | ---------------- | ------ | ------ | ------ | ------ | ------ |
| S. Altay       | 18               | 219              | 190              | 19               | 10               | 18     | 219    | 190    | 19     | 10     |
| P. Beydüz      | 10               | 0                | 0                | 0                | 0                | 10     | 0      | 0      | 0      | 0      |
| F. Bilgi       | 28               | 0                | 0                | 0                | 0                | 28     | 0      | 0      | 0      | 0      |
| A. Crimes      | 28               | 382              | 284              | 84               | 14               | 28     | 382    | 284    | 84     | 14     |
| M. Durul       | 26               | 231              | 205              | 14               | 12               | 26     | 231    | 205    | 14     | 12     |
| Z. Gündoğdu    | 26               | 22               | 9                | 5                | 8                | 26     | 22     | 9      | 5      | 8      |
| R. Hood        | 28               | 398              | 324              | 35               | 39               | 28     | 398    | 324    | 35     | 39     |
| A. Karasoy     | 28               | 77               | 16               | 34               | 27               | 28     | 77     | 16     | 34     | 27     |
| N. Özcan       | 17               | 6                | 1                | 0                | 5                | 17     | 6      | 1      | 0      | 5      |
| Y. Silié       | 9                | 60               | 48               | 8                | 4                | 9      | 60     | 48     | 8      | 4      |
| M. Topić       | 17               | 137              | 113              | 15               | 9                | 17     | 137    | 113    | 15     | 9      |
| M. Vatansever  | 27               | 45               | 33               | 6                | 6                | 27     | 45     | 33     | 6      | 6      |
| M. Yılmaz      | 17               | 54               | 27               | 14               | 13               | 17     | 54     | 27     | 14     | 13     |
| Ö. Yurtdagülen | 26               | 199              | 123              | 54               | 22               | 26     | 199    | 123    | 54     | 22     |

P = presenze; PT = punti totali; AV = attacchi vincenti; MV = muri vincenti; BV = battute vincenti